# Den tapre Svigermoder
|  | Denne artikel er oprettet af botten PalnaBot ud fra en ekstern database. Den kan derfor have sproglige fejl eller mangler. Denne skabelon kan fjernes efter kontrol af indholdet. |

Den tapre Svigermoder er en kortfilm instrueret af Lau Lauritzen Sr. efter manuskript af Lau Lauritzen Sr..

## Handling
Proprietær Hyllesen er et lykkeligt Menneske. Det eneste mørke punkt i hans Tilværelse er, at han også har en Svigermoder. Man forstår derfor, at Hyllesens Humør synker ned under Nulpunktet, da han en Dag får Meddelelse om, at den omtalte Svigermoder kommer på Besøg. Hans Overvejelser resulterer i, at han sammenkalder alle Tjenestefolkene og får dem til at gøre alt for at genere Svigermoderen under hendes Ophold. Det går nu ikke helt, som han har tænkt sig. Den standhaftige Dame nøjes efter en Række Genvordigheder med at sende ham et knusende Blik, og betror ham så, at det oprindelig kun havde været hendes Mening, at lægge Beslag på hans Gæstfrihed i 14 Dage; men da det lader til at være så livligt og fornøjeligt på Gaarden, rejser hun næppe de første Måneder! Den arme Hyllesen stirrer på hende med store Øjne, og synker så afmægtig om (uddrag fra programteksten).